# سی‌اس‌آر
سی‌اس‌آر (به انگلیسی: CSR) خلاصه شده لوکوموتیو جنوب چین (به انگلیسی: China South Locomotive) شرکت ترابری ریلی چینی بود، که در زمینه تولید انواع لوکوموتیو، خط‌نورد، تراموا، قطارهای شهری، و تندرو، قطارهای خودگرانشی و خودگرانشی دیزلی فعالیت می‌کرد.
ریشه‌های تأسیس این شرکت به سال ۱۹۸۶ و تشکیل شرکت ملی صنایع لوکوموتیو و خط‌نورد چین؛ به‌اختصار لوریک، بازمی‌گردد. این شرکت فعالیت خود را با ۳۵ کارخانه تولیدی و ۴ مرکز تحقیق و توسعه آغاز نمود.
شرکت لوریک در سال ۲۰۰۲ از زیر پوشش وزارت راه‌آهن چین خارج شد و در سال ۲۰۰۷ به دو شرکت منطقه‌ای شمالی و جنوبی تفکیک شد. از تأسیسات مستقر در شمال چین؛ شرکت سی‌ان‌آر و از تأسیسات مستقر در جنوب این کشور؛ شرکت سی‌اس‌آر راه‌اندازی شد.
دفتر مرکزی این شرکت در شهر پکن قرار داشت و سهام آن در بازارهای بورس اوراق بهادار هنگ کنگ و بورس شانگهای معامله می‌شد.
این شرکت در سال ۲۰۱۵ پس از ادغام با شرکت چین سی‌ان‌آر و تشکیل شرکت سی‌آرآرسی منحل شد.